# Kausz István
Kausz István (Budapest, 1932. augusztus 18. – Budapest, 2020. június 3.) olimpiai és világbajnok magyar párbajtőrvívó, öttusázó, orvos.

## Sportpályafutása
1949-től a Budapesti Vasas, 1951-től a Budapesti Haladás párbajtőrvívója és öttusázója, majd 1957-től az OSC párbajtőrvívója volt. 1957-től 1965-ig szerepelt a magyar párbajtőr-válogatottban. A magyar férfi párbajtőrvívás ebben az időszakban zárkózott fel a világ élvonalához. 1959-ben tagja volt a fegyvernem első magyar világbajnoki aranyérmét nyerő, Bárány Árpád, Gábor Tamás, Kausz István, Marosi József, Sákovics József összeállítású párbajtőrcsapatnak. Legjobb egyéni eredményét 1962-ben érte el, amikor a Buenos Aires-i világbajnokságon aranyérmet nyert. Részt vett az 1960. évi római és az 1964. évi tokiói olimpián. 1964-ben a Bárány Árpád, Gábor Tamás, Kausz István, Kulcsár Győző, Nemere Zoltán összeállítású magyar párbajtőrcsapat tagjaként olimpiai bajnoki címet szerzett. Az aktív sportolástól 1970-ben vonult vissza.

### Sporteredményei

#### Párbajtőrvívásban
- - olimpiai bajnok (csapat: 1964)
  - olimpiai 4. helyezett (csapat: 1960)
  - kétszeres világbajnok (egyéni: 1962; csapat: 1959)
  - kétszeres világbajnoki 2. helyezett (csapat: 1957, 1958)
  - világbajnoki 3. helyezett (1963: csapat)
  - főiskolai világbajnok (csapat: 1954)
  - Universiade-győztes (egyéni: 1959)
  - kétszeres Universiade 3. helyezett (csapat: 1957, 1959)
  - háromszoros BEK-győztes (1964, 1965, 1966)
  - hétszeres magyar bajnok (egyéni: 1957; csapat: 1961–1964, 1966, 1969)

#### Öttusában
- - háromszoros téli csapatbajnok (1952, 1953, 1954)

## Orvosi pályafutása
1957-ben a Budapesti Orvostudományi Egyetemen orvosi diplomát szerzett, és a budapesti Szent Rókus Kórház orvosa, később sebész főorvosa lett. 1966-tól a KSI sportorvosa volt. 1976-tól az orvostudományok kandidátusa. 1979-től a Flór Ferenc Kórház sebész főorvosa, majd igazgató-helyettese, 1993-tól a Szent Rókus Kórház osztályvezető főorvosa, majd igazgatóhelyettese. Visszavonulása után a magyar úszóválogatott vezető sportorvosa.
Orvosként részt vett az 1988-as, az 1992-es, az 1996-os, a 2000-es, a 2004-es és a 2008-as nyári olimpiákon.

## Díjai, elismerései
- Magyar Népköztársaság sportérdemérem arany fokozat (1962)[3]
- Magyar Népköztársaság sportérdemérem arany fokozat (1988)
- MOB Érdemérem (2002)
- Gerevich Aladár emlékérem (2004)
- Magyar Köztársasági Arany Érdemkereszt (2004)
- A Nemzeti Sportszövetség Sportolók egészségéért díja (2010)
- MOB fair play-díj (életmű kategória) (2015)[4]
- Papp László Budapest-sportdíj (2017)[5]